# Moapa Town
Moapa Town (ibland enbart: Moapa) är en ort (CDP) i Clark County i delstaten Nevada i USA. Orten hade 1 006 invånare, på en yta av 46,24 km² (2020). Den ligger cirka 75 kilometer nordost om Las Vegas.